# Patuline
Patuline is een mycotoxine dat door schimmels uit het geslacht Penicillium (zoals Penicillium expansum en Penicillium roqueforti), Aspergillus, Byssochlamys en Paecilomyces geproduceerd wordt. Het komt voor in appelen, peren, andere vruchten, bonen en tarwe. Indien men wil voorkomen dat patuline in vruchtensap voorkomt dan moeten aangetaste vruchten uitgesorteerd worden. Verhitten of bevriezen heeft geen invloed op het patuline-gehalte. Wel kan door fermentatie het patuline gedesactiveerd worden.

## Toxicologie en veiligheid
Wanneer patuline in hoge concentraties geconsumeerd wordt kan het misselijkheid, gastritis en leverschade veroorzaken. Patuline is neurotoxisch, genotoxisch en mogelijk carcinogeen en mutageen.
De Wereldgezondheidsorganisatie geeft een maximum van 0,05 mg/kg voor levensmiddelen aan.